# Geiselhöhe
Geiselhöhe ist ein Gemeindeteil des Marktes Gößweinstein im Landkreis Forchheim (Oberfranken, Bayern). Der Weiler liegt zwischen Gößweinstein und Pottenstein.

## Geschichte
Mit der Bezeichnung „Geisseldorf“ ging die Siedlung im 16. Jahrhundert von Sachsendorf ab. Damals wurde der Ort noch Geisseldorf genannt, später Geiselhöhe. Der Name kann wegen der mundartlichen Form „Goiselhön“ von Geisel (Peitsche) abstammen, allerdings ist 1149 auch der Personenname Giselher geschichtlich belegt und könnte Namensgeber gewesen sein. Der Weiler besteht heute aus vier Häusern.